# سندباد (فیلم ۱۹۷۱)
سندباد (مجاری: Szindbád) فیلمی در ژانر درام است که در سال ۱۹۷۱ منتشر شد. این فیلم در جشنواره فیلم ونیز در سال ۱۹۷۲ ارائه شد و در مجارستان از آثار کلاسیک سینمای ملی بشمار می‌آید. در سال ۲۰۰۰ گروهی از منتقدان مجاری آن را در لیست بهترین دوازده فیلم مجاری با عنوان «بوداپست ۱۲»، گنجاندند.